# روزماري رودريغيز
روزماري رودريغيز (بالإنجليزية: Rosemary Rodriguez)‏ هي مخرجة أمريكية، ولدت في القرن العشرين في بوسطن في الولايات المتحدة.

## وصلات خارجية
- روزماري رودريغيز على موقع IMDb (الإنجليزية)
- روزماري رودريغيز على موقع ألو سيني (الفرنسية)
- روزماري رودريغيز على موقع أول موفي (الإنجليزية)
- روزماري رودريغيز على موقع قاعدة بيانات الفيلم (الإنجليزية)
- روزماري رودريغيز على موقع كينوبويسك (الروسية)